# Sueño de primavera
Sueño de primavera (A Dream of Spring) es el título provisional de la séptima entrega de la serie de siete novelas previstas en la serie de fantasía épica Canción de hielo y fuego, del autor estadounidense George R. R. Martin. El libro será la continuación de Vientos de invierno y será la novela final de la serie.
Inicialmente la novela tenía por título "A Time for Wolves" (Tiempo para lobos, en español), pero el autor cambió el título por el ahora conocido.
- Datos: Q10371726